# Legends (serie de televisión)
Legends es una serie de televisión estadounidense transmitida por TNT. Se estrenó el 13 de agosto de 2014, basado en el libro Legends: A Novel of Dissimulation escrito por Robert Littell.

## Argumento
Martin Odum (Bean) es un agente encubierto del FBI que se cambia a sí mismo en una persona diferente para cada caso. Un "misterioso extraño" le hace cuestionar su cordura.

## Elenco
- Sean Bean como Martin Odum.[5]
- Ali Larter como Crystal McGuire.[5]
- Morris Chestnut como Tony Rice.[5]
- Tina Majorino como Maggie Harris.[5]
- Steve Harris como Nelson Gates.[5]
- Amber Valletta como Sonya Odum.[5]
- Mason Cook como Aiden Odum.[5]
- Rob Mayes como Troy Quinn.

## Episodios

### Primera temporada
| N.º | Título                  | Director        | Guionista | Primera emisión          | Audiencia (en millones) |
| --- | ----------------------- | --------------- | --- | ------------------------ | ----------------------- |
| 1   | «Pilot»                 | David Semel     | Historia por: Howard Gordon, Mark Bomback y Jeffrey Nachmanoff Teleplay por: Mark Bomback y Jeffrey Nachmanoff | 13 de agosto de 2014     | 2.58                    |
| 2   | «Chemistry»             | Brad Turner     | David Wilcox, Ethan Reiff y Cyrus Voris                                                                        | 20 de agosto de 2014     | 1.73                    |
| 3   | «Lords of War»          | Brad Turner     | Historia por: Josh Pate, Ethan Reiff y Cyrus Voris Teleplay por: Josh Pate                                     | 27 de agosto de 2014     | 1.76                    |
| 4   | «Betrayal»              | Deran Sarafian  | Historia por: Josh Pate, Ethan Reiff y Cyrus Voris Teleplay por: Josh Pate                                     | 3 de septiembre de 2014  | 1.74                    |
| 5   | «Rogue»                 | Karen Gaviola   | Andrew Wilder                                                                                                  | 10 de septiembre de 2014 | 1.43                    |
| 6   | «Gauntlet»              | Brad Turner     | Andre Wilder                                                                                                   | 17 de septiembre de 2014 | 1.63                    |
| 7   | «Quicksand»             | Terrence O'Hara | Josh Pate | 24 de septiembre de 2014 | 1.45                    |
| 8   | «Iconclast»             | John Behring    | Geoff Aull | 1 de octubre de 2014     | 1.06                    |
| 9   | «Wilderness of Mirrors» | Milan Cheylov   | Josh Pate | 8 de octubre de 2014     | 1.08                    |
| 10  | «Identity»              | Brad Turner     | David Wilcox                                                                                                   | 8 de octubre de 2014     | 1.08                    |

### Segunda temporada
En el 4 de diciembre de 2014, la serie fue renovada para una segunda temporada de 10 episodios, programado para transmitirse en 2015.